# Lose Control (EP)
Lose Control é o extended play de estréia do cantor, ator e dançarino chinês Lay (Zhang Yixing). O mini-álbum marca a estreia de Lay como artista solo, depois de estrear como membro do grupo EXO, em 2012. Foi lançado em 28 de outubro de 2016, às 1AM (KST) na Coreia do Sul e China pela S.M. Entertainment e distribuído pela  KT Music. O EP apresenta seis faixas no total, incluindo os dois singles "what U need?" e "Lose Control".

## Antecedentes
Em 21 de setembro de 2016, foi anunciado que Lay iria lançar seu primeiro álbum solo em outubro. O single "what U need?" foi lançado em 7 de outubro como um presente de aniversário para seus fãs. A canção alcançou o número um no gráfico musical Alibaba em tempo real na China. O single e vídeo musical apareceram no topo das paradas musicais na China, Hong Kong, Japão, Malásia, Tailândia, Reino Unido, Turquia, Canadá e Estados Unidos. Em 21 de outubro, foi revelado que Lay iria lançar seu primeiro mini-álbum Lose Control em 28 de outubro, na Coreia do Sul e China e que o álbum seria composto de 6 faixas chinesas. Lay participou pessoalmente na composição, arranjo e escrita das letras de todas as músicas.

## Lançamento
Em 25 de outubro de 2016, a S.M. Entertainment lançou um teaser para o vídeo da música "Lose Control". "Lose Control" foi oficialmente disponibilizado em 28 de outubro através de lojas on-line e regulares.

### Promoções
Lay performou "what U need?" pela primeira vez em 10 de outubro de 2016, no Asia Song Festival em Busan, Coreia do Sul. Lay realizou uma conferência de imprensa para o mini-álbum no Shanghai Town & Country Community na China em 27 de outubro, ás 4PM.

## Lista de faixas
Créditos adaptados da página oficial do artista.
| N.º            | Título                                | Letras            | Música             | Arranjo                        | Duração |  |
| 1.             | "Lose Control" (失控)                 | Lay CC            | Lay Devine-Channel | Lay Devine-Channel             | 3:29    |  |
| 2.             | "what U need?" (你要什么)             | Lay CC            | Lay Devine-Channel | Lay Devine-Channel             | 3:55    |  |
| 3.             | "Tonight" (今晚)                      | Lay CC Wang Yajun | Lay Devine-Channel | Lay Devine-Channel             | 3:33    |  |
| 4.             | "MYM" (Miss You Much)                 | Lay               | Lay Command Freaks | Lay Command Freaks Maeng Yonze | 4:04    |  |
| 5.             | "MYM" (Miss You Much) (Acoustic Ver.) | Lay               | Lay                | Lay                            | 4:39    |  |
| 6.             | "Relax" (守望)                        | Lay               | Lay Devine-Channel | Lay Devine-Channel             | 4:21    |  |
| Duração total: | Duração total:                        | Duração total:    | Duração total:     | Duração total:                 | 24:01   |  |

## Vendas
Lose Control quebrou um recorde na Coreia do Sul para o maior número de vendas para um artista solo. As vendas de álbuns físicos ultrapassou 50.000 exemplares e a pré-venda 200.000 cópias dentro de um dia de seu lançamento.

## Histórico de lançamento
| País          | Data                  | Formato             | Gravadora                              |
| ------------- | --------------------- | ------------------- | -------------------------------------- |
| Mundialmente  | 28 de outubro de 2016 | Download digital    | S.M. Entertainment                     |
| Coreia do Sul | 28 de outubro de 2016 | CD Download digital | S.M. Entertainment KT Music            |
| China         | 28 de outubro de 2016 | CD Download digital | S.M. Entertainment Zhang Yixing Studio |